# Baseodiscus anocellatus
Baseodiscus anocellatus är en djurart som tillhör fylumet slemmaskar, och som beskrevs av Korotkevich 1978. Baseodiscus anocellatus ingår i släktet Baseodiscus och familjen Valenciniidae. Inga underarter finns listade i Catalogue of Life.